# Доисторический Ближний Восток

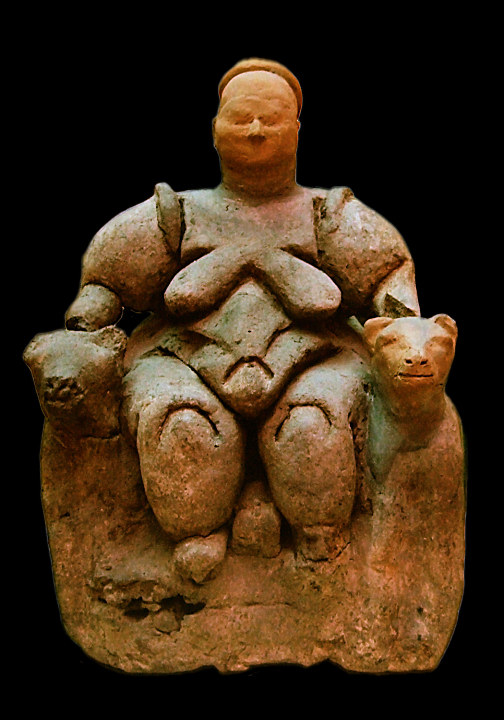
Сидящая Богиня-мать, рядом с двумя львицами, найденная в Чатал-Гуюке, Турция (6000-5500 гг. до н. э.). Музей анатолийских цивилизаций, Анкара

Хотя дописьменный период истории Ближнего Востока начался довольно давно, для историков особый интерес представляет период, начиная с 15 тыс. лет до н. э., когда зарождаются первые очаги организованного хозяйства, земледелия и скотоводства. Этот период связан, в частности, с постепенным внедрением организованных методов производства пищи и ткани (вместо практиковавшейся в палеолите охоты на крупный и мелкий скот, в результате чего люди вели кочевой образ жизни и одевались в одежды из шкур). Эта фаза называется «протоистория», поскольку он непосредственно предшествует внедрению письменности, и многие предания об этом периоде, хотя и в искажённой форме, сохранились или могли сохраниться в письменных источниках.

## Ранний и средний палеолит
Доашельская индустрия Хадрамаута многослойной пещерной стоянки Аль-Гуза в Йемене характеризуется инвентарём, характерным для олдувайских памятников. В Иордании олдувайские орудия были найдены в долине Эз-Зарка в отложениях формации Даукара (Dawqara Formation), датируемых возрастом 1,95—2,48 млн лет. В Израиле микроиндустрия на местонахождении Еврон (Evron-Quarry) датируется возрастом >1,5 — <2,4 млн лет. Микролитическая индустрия на израильской стоянке Бизат Рухама датируется возрастом ок. 1 млн лет. Длина артефактов в Бизат Рухама составляла в среднем ок. 25 мм. Останки из Убайдии (Израиль) датируются возрастом ок. 1,4 млн лет. Артефакты из ливанского Джубб-Джаннина и сирийских стоянок Латамне в Хаме, Мейра (Эль-Мейрах) в Эль Коума выделяют в особый тип ашельской культуры Леванта (Восточного Средиземноморья), известный также как «фация Латамне». Останки архантропов возрастом около 0,7 млн л. н. известны с местонахождения Гешер-Бенот Яаков (Израиль)), возрастом 0,45—0,5 млн л. н. — с местонахождения Надауйе Айн Аскар (Сирия).
По мнению археологов из Тель-Авивского университета, примерно 382 000 — 207 000 лет назад в пещере Кесем (Израиль) жили древнейшие представители вида Homo sapiens.
Кости предполагаемых Homo sapiens из пещеры Мислия (Мислия 1) на горе Кармель датируются возрастом 194—177 тыс. лет.
В среднем палеолите Ближний Восток населяли неандертальцы иного антропологического типа, чем в Европе. Обнаружены следы мустьерской индустрии каменных орудий (120 тыс. — 40 тыс. лет до н. э.).
Отпечатки следов людей возрастом 120 000 лет нашли вокруг высохшего палеоозера Алатар в Саудовской Аравии.
Вторая фаланга среднего пальца руки человека, найденная в местонахождении Таас-эль-Гадха (Taas al-Ghadha) недалеко от оазиса Тайма (Тема) на северо-западе Саудовской Аравии, датируется возрастом 90 тыс. лет.
Экспансия неандертальцев в Левант через хребет Тавр-Загрос из Юго-Восточной Европы или с Анатолийского плато произошла в среднем палеолите в начале морской изотопной стадии MIS 4 примерно 71 тыс. лет назад.

## Верхний палеолит
Первые следы присутствия человека современного типа обнаружены в Шанидаре (Ирак), на северо-западе Ирана и на горе Кармель (Израиль), возрастом около 60000 лет (пещера Кебара). Весь сохранившийся материал был найден большей частью внутри пещеры, окружённой горами, где было постоянное жилище, а не на территории поселений (возможно, временных). Пещеры, ввиду их символического значения, также использовались как места для погребений (как, например, пещера на г. Кармель).
В ориньякское время в Палестине и других странах Леванта была распространена ахмарская (антелийская) культура.

## Эпипалеолит
Роберт Брейдвуд определяет первую стадию эпипалеолита как «период интенсификации охоты и собирательства» (около 15-10 тыс. лет до н. э.). По отношению к Ближнему Востоку схему Брейдвуда можно принять с некоторыми оговорками: фактически, имеются случаи интенсивного собирательства, сопровождавшегося «начальным производством» и неоседлым земледелием, в эпоху докерамического неолита. Эта особенная ситуация связана с географическим разнообразием Ближнего Востока. Существовали, наконец, общины, находившиеся на различных стадиях технологического и экономического развития. Поселения в тот период — всё ещё пещерные, в каждой из пещер обитало по 40-50 человек. Пища была в основном животной. Люди ещё не разработали технологии производства или хранения пищи, которые бы обеспечивали их ежедневные потребности.
По сравнению с палеолитом произошли два важных изменения:
- дичь стала меньшего размера (вместо вымершей мегафауны — газель в Палестине, овцы в Загросских горах и козы на всей территории Ближнего Востока).
- добыча животных перестала быть неразборчивой — люди стремились сохранить численность популяции.

Развивается сбор трав и бобов, а также семян и дикорастущих зёрен.
Каменная индустрия имеет тенденцию к микролитизму. Появляются первые пестики, позволявшие удалять кожицу с зерна. Около 10000 г. до н. э. приручают собаку.
Наиболее важными культурами данного периода были кебарская на территории современного Израиля и зарзийская на территории современного Ирака.

### Начало ремесленного производства
Вторую фазу Брейдвуд определяет как «период начального ремесленного производства» (около 10000-7500 гг. до н. э.). Начинается доместикация домашнего скота, использование молока и шерсти, а также первые эксперименты с культивацией растений.
Люди начинают отказываться от кочевого образа жизни в пользу мобильных поселений. Эти поселения располагались почти исключительно в области низких гор, чтобы иметь вблизи от себя, с учётом экологического региона, самые разнообразные источники пищи, от высокогорной до равнинной, доступные в течение круглого года.
Около 10000 г. до н. э. климат улучшается (он становится в среднем теплее и влажнее), а уровень осадков теперь достаточен, чтобы поддерживать постоянный травяной покров, а также зарослей дуба и фисташек.
Основные памятники периода «начального производства» были найдены в Иране (Шанидар и Зави-Чеми), Курдистане (Камир-Шахир), Луристане (Ганджи-Даре и Асиаб) и Хузистане (Бус-Морде). Наиболее распространённые культуры этого периода — натуфийская (находки в Израиле, Иордании и Сирии в средней части Евфрата) и докерамический неолит A. Две последние культуры — более ранние, чем в горах Загроса.
Жилища (теперь это уже не пещеры) относятся к двум типам: сезонные, зависевшие от перемещения дичи, и постоянные, вокруг которых начинается культивация. Эти последние состоят из круглых домов с основанием, погружённым в землю. Важной инновацией, указывающей на постоянность новых поселений, является сооружение ям (колодцев) для хранения продуктов, облицованных покрытием (обмазкой).
Начинают распространяться такие институты, как наследование и частная собственность. Захоронения бывают как индивидуальные, так и семейные.
Хозяйство основывается на охоте и собирательстве, рыбалке и сборе плодов и растений. Такой тип натурального хозяйства продолжается даже в начале периода автономного производства пищи (хозяйство смешанного типа), поскольку первые попытки земледелия (выращивание однозернянки, эммера, ячменя и фруктовых деревьев) и скотоводства (в основном коз и коров) ещё не обеспечивали стабильного источника пищи. Охота и рыбная ловля продолжались благодаря улучшению технологий каменных орудий, поскольку теперь появились наконечники стрел, рыболовные крючки. В то же время, появились и серпы для сбора урожая.
Хотя постепенное одомашнивание стало успешными для некоторых мелких жвачных животных (с которыми у человека сложился симбиоз), в ряде случаев короткий период одомашнивания сменился возвращением к охоте (как, например, в случае с газелью). В дополнение к использованию молока и шкур, изменившиеся отношения между человеком и животными привели также к крупному изменению в отношении к охоте: со временем охотники всё чаще стали убивать лишь самцов.
Одомашнивание отразилось и в морфологических изменениях животных и растений.
Прямые контакты между различными общинами, похоже, практически отсутствовали ввиду огромных расстояний между ними и естественных барьеров.
К концу данной фазы развития появляются свидетельства культивации: наиболее ярким примером является Мурейбет (в средней части Евфрата), где культивировались Пшеница однозернянка и дикий ячмень за пределами их естественной территории распространения. Аналогичные тенденции наблюдались в культивации Пшеницы двузернянки и ячменя в Иерихоне.

## Неолит

### Хронология ASPRO
Хронология ASPRO — состоящая из 9 периодов система датировки позднего дописьменного периода Ближнего Востока эпохи голоцена (то есть для археологических памятников периода 12000 — 3700 лет до н. э.). Систему ввёл в оборот Дом Восточных и средиземноморских исследований (en:Maison de l'Orient et de la Méditerranée).
ASPRO является сокращением французского термина «Атлас памятников Ближнего Востока», фр. Atlas des sites du Proche-Orient — это название публикации, подготовленной французскими археологами, начало которой положил Франсис Ур), и которую позднее развили такие исследователи, как Оливье Оранш (Olivier Aurenche).
Ниже приведена периодизации ASPRO в привязке к археологическим культурам, основным характеристикам и датам:
| Период ASPRO | Культуры                                                                                                  | Даты                                                         |
| Период 1     | Натуфийская культура, финальная зарзийская культура                                                       | 12000-10300 лет тому назад или 12000-10200 кал. лет до н. э. |
| Период 2     | Протонеолит, Докерамический неолит A (PPNA), хиамская культура, султанская культура, харифийская культура | 10300-9600 лет тому назад или 10200-8800 кал. лет до н. э.   |
| Период 3     | Ранний докерамический неолит B (PPNB)                                                                     | 9600-8000 лет тому назад или 8800-7600 кал. лет до н. э.     |
| Период 4     | Средний докерамический неолит B (PPNB)                                                                    | 8000-8600 лет тому назад или 7600-6900 кал. лет до н. э.     |
| Период 5     | Тёмная лощёная керамика (en:DFBW), Чатал-Хююк, Умм-Дабагия, Сотто, прото-Хассуна, Эль-Обейд 0             | 8000-7600 лет тому назад или 6900-6400 кал. лет до н. э.     |
| Период 6     | Хассуна, Самарра, Халаф, Эль-Обейд 1                                                                      | 7600-7000 лет тому назад или 6400-5800 кал. лет до н. э.     |
| Период 7     | Керамический неолит A (PNA), финальный Халаф, Эль-Обейд 2                                                 | 7000-6500 лет тому назад или 5800-5400 кал. лет до н. э.     |
| Период 8     | Керамический неолит B (PNB), Эль-Обейд 3                                                                  | 6500-6100 лет тому назад или 5400-5000 кал. лет до н. э.     |
| Период 9     | Эль-Обейд 4                                                                                               | 6100-5700 лет тому назад или 5000-4500 кал. лет до н. э.     |

### Докерамический неолит

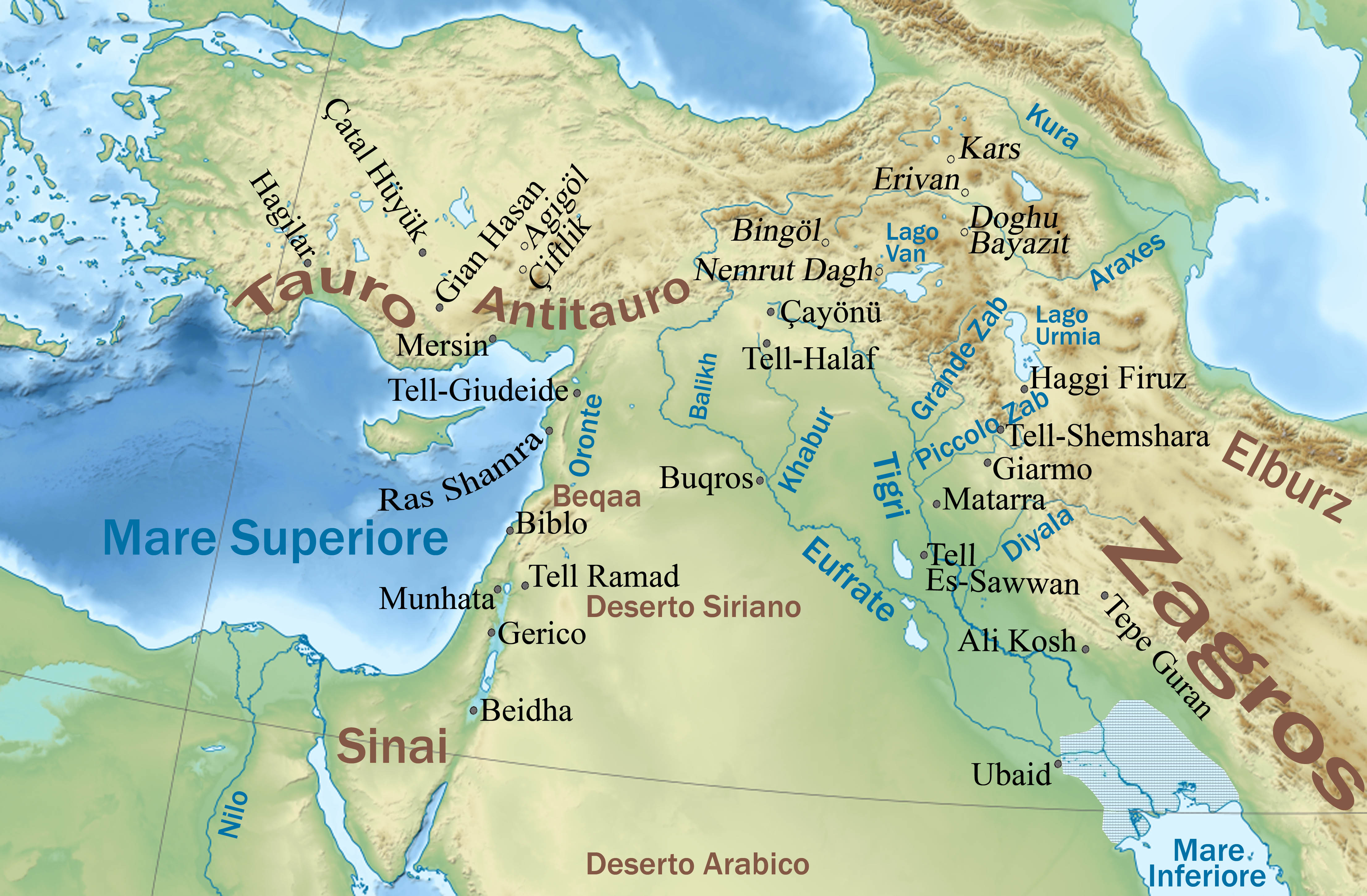
Археологические памятники Ближнего Востока эпохи первых торговцев обсидианом (очертания Персидского залива на карте являются более поздними, по состоянию примерно на 3000 г. до н. э.)

Период докерамического неолита (около 7500-6000 гг. до н. э.) можно рассматривать как «почти полный» неолит. К этому времени наблюдается завершение перехода к оседлому образу жизни в домах из саманного кирпича или глины. Теперь дома имеют уже не круглое, как прежде, а четырёхугольное основание. По сравнению с круглыми жилищами, прямоугольные можно было расширять, достраивать или пристраивать друг к другу. Дома могли располагаться вокруг дворика или в шахматном порядке (последний тип характерен для поселений в Джан-Хасан III в Анатолии или в Букросе на среднем Евфрате).
Весьма важную роль играло межсемейное сотрудничество внутри поселений, в котором в ту пору могло обитать до 250—500 человек. Сенсационным для того времени примером межсемейного сотрудничества было сооружение укреплений неолитического Иерихона: по данной причине Иерихон обычно считается первым в истории городом, хотя хронологически и методологически это неверно. Также в Иерихоне обнаружены ярко выраженные следы патриархата: черепа предков сохранялись, а на них налеплялись изображения лиц из глины.
Деревни с четырёхугольными домами, культивация травянистых и овощных растений, разведение коз, баранов и свиней (а позднее также коров) характерны для докерамического неолита B в Сирии и Палестине, а также Чайоню и Джафер-Гююк в предгорьях Тавра, Джармо в Курдистане, Тепе-Гуран в Луристане и Али-Кош в Хузистане.
На поселениях положительно отразились новые тенденции (собственность на средства производства и их передача по наследству): если общины натуфийской культуры занимали площадь в 0.2-0.3 гектара, то в докерамическом неолите A их площадь увеличивается до 2-3 гектаров, а в докерамическом неолите B — до 10 гектаров. В то же время, существовали и относительно отсталые центры: Бейда (Beidha, в Иордании) представляет собой поселение людей, хотя и ведших оседлый образ жизни, но в значительной степени зависевших от охоты. В пустыне Негев и Иудейской пустыне всё ещё существовали сезонные поселения охотников. Поселения были совершенно автономными, однако контакты между ними расширялись и иногда покрывали большие расстояния, требовавшиеся для экспорта таких материалов, как строительный камень, металлы, раковины. Развивается торговля обсидианом (из Анатолии и Армении), раковинами из Средиземного, Красного моря и Персидского залива.

### Керамический неолит («полный неолит») и кризис VI тыс. до н. э.

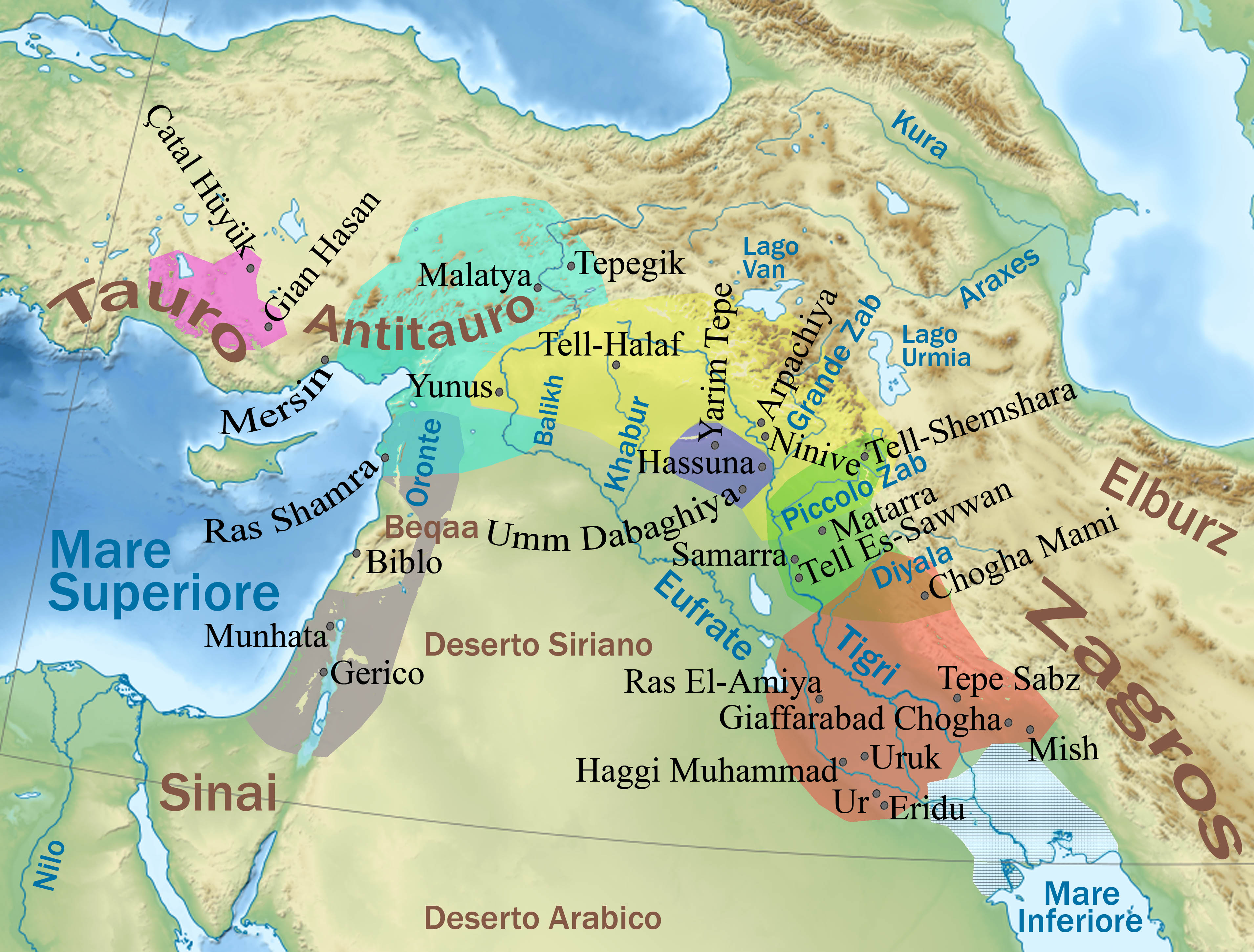
Зоны влияния различных археологических культур среднего халафского периода, 5600-4500 гг. до н. э. (размеры Персидского залива показаны по состоянию на 3000 г. до н.э):
Культура Хаджи-Мухаммад
Самаррская культура
Халафская культура
Хассунская культура
Парахалафская культура
Анатолийская керамика
Амук D и палестинский керамический неолит B
Библ: средний неолит

Период 6000 — 4500 гг. до н. э. обычно называется «полный неолит» или «керамический неолит». Полный переход экономики к натуральному хозяйству (земледелие и скотоводство) сопровождается новыми ремесленными технологиями: ткань (которая хотя и не сохранилась, но существование которой доказывается отпечатками на керамике и наличием специфических инструментов для её изготовления, таких, как пряслица), керамика (в частности, керамика стала возникать в окрестностях Загросских гор — она засвидетельствована в Ганджи-Даре и Тепе-Гуране), а также кованая медь (в Чайоню, вблизи крупных залежей в Эргани-Маден). Также отмечается явное усовершенствование и специализация существующих технологий (наконечники стрел, серпы, инструменты для обработки кожи, резки и забоя животных).
Керамика начинает играть важную роль, в особенности в связи с расширением культивации злаков. Однако метод хранения зерён в крупных керамических сосудах-пифосах появится лишь в последующую эпоху: пока что зерно хранится в ямах, которые забрасывают, как только там заводятся насекомые. Керамика используется скорее для приготовления пищи и как посуда (реже — для жидкостей).
Довольно редко встречаются каменные сосуды. По-видимому, были распространены также сосуды из дерева и плетёной лозы (а также плетёные циновки), однако ввиду недолговечности материала свидетельства их существования немногочисленны.
Каменная индустрия постепенно выходит из употребления: исчезают как макролиты, известные со времён палеолита, так и более поздние микролиты, вошедшие в оборот в эпипалеолите. На данном этапе сохраняются и всё ещё широко распространены наконечники стрел, скребки и шила для обработки кож, серпы для сбора травянистых растений, лезвия для забоя скота и разделки туш. Не сохранились многочисленные деревянные инструменты (или рукоятки), которые наверняка использовались в сельском хозяйстве.
Животноводство специализировалось на разведении собак (которые использовались как для защиты домов, так и для охоты), коз и овец (которые давали шерсть и молоко, но требовали сезонных перегонов), свиней (которые росли довольно быстро), крупного рогатого скота (дававшего молоко, и выращивание которого не требовало перегонов) и ослов (которых пока ещё выпасали в стадах, но уже начали использовать как рабочий скот).
Поселения начинают распространяться с подножий холмов на Иранское и Анатолийское плато, и наконец люди заселяют Месопотамскую равнину.
Экономика в указанный период основана почти исключительно на земледелии и скотоводстве. Земледелию во многом способствует искусственная ирригация. Возникает размалывание зёрен, улучшаются методы долговременного хранения пищи: обжаривание зёрен снижает их способность к прорастанию и облегчает удаление шелухи. Тем не менее, наряду с выращиванием окультуренных растений сохраняется собирательство (в том числе моллюсков и ракообразных) и охота.
Поселения всё ещё являются автономными, однако начинает формироваться более сложная региональная система: расположению поселений на более близком расстоянии друг от друга способствовали новые технологии культивации, которые сильно повышали урожай и приводили к уменьшению площади отдельных поселений.
Жилища в этот период — только четырёхугольные, выполненные из смеси глины и соломы, в ряде мест встречаются сооружения из каменных или деревянных блоков или кирпичей. Поселения имеют достаточно разбросанную планировку и занимают ненамного большую площадь по сравнению с прежними. Как правило, в каждом поселений жило несколько родов (широких семей) или даже только одна.
В ходе раскопок поселений того периода не обнаружено явных признаков социального расслоения, или по крайней мере в указанный период оно не было заметным. Почти все жилища имели одинаковый размер и конструкцию, а обнаруженные различия были минимальными. Можно предположить, что руководство хозяйством находилось в руках главы рода или старейшин.
В первой половине VI тыс. до н. э. наступает фаза застоя или кризиса, о чём свидетельствует заметное уменьшение археологических материальных свидетельств. Возможно, кризис был связан с периодом засухи, вызванной климатическим изменением.

### Погребальные обряды и религиозные верования

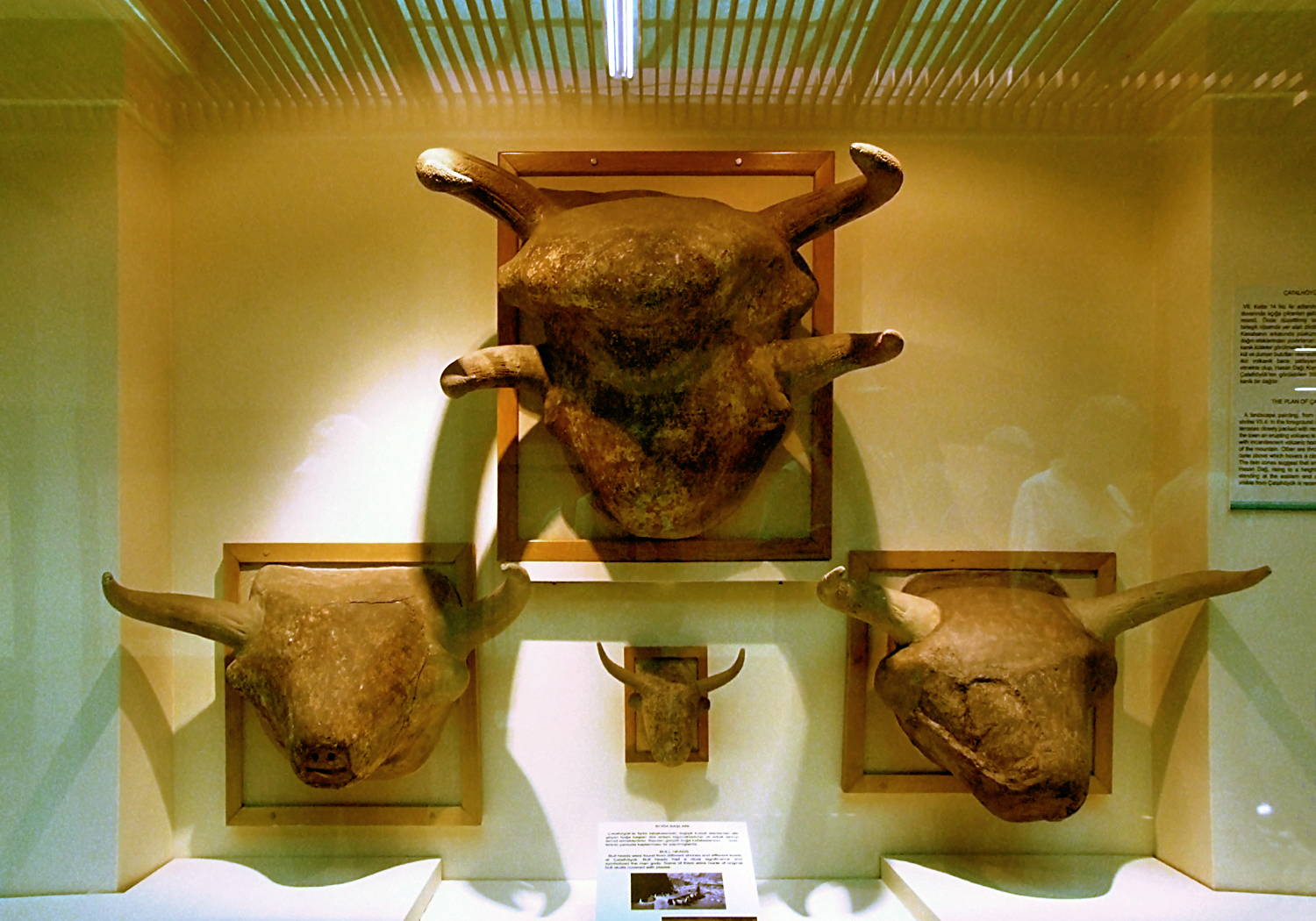
Головы быков. Неолит, Чатал-Гююк, Турция (Музей анатолийских цивилизаций, Анкара)

Религиозные представления на данной стадии основывались на двух хорошо заметных в археологическом контексте культах: предков и плодородия (не только человеческого, но также животного, и растительного).
Культ предков, по-видимому, был связан с зарождением патриархального строя. Погребения совершались под полом дома, зачастую имели место вторичные подзахоронения. Представляют интерес погребальные дары в виде пищи в амфорах (что указывает на веру в загробную жизнь), а также нанесение красной охры на тело умершего (Ф. Феделе предполагает, что охра символизировала «восстановление крови»). Иногда черепа отделялись от тела, после чего на них из глины воссоздавалось лицо, а в глазницы вставлялись раковины (Иерихон, Палестина, V тыс. до н. э.). Погребальные дары чаще всего включали (насколько позволяло материальное состояние умершего) сосуды из камня или дерева, украшения и застёжки из кости, каменные орудия, нередко выполненные с большим искусством.
Как символы плодородия следует рассматривать изображения женщин с гипертрофированными показателями сексуальности — ягодицами и грудью (подобные знаменитым палеолитическим Венерам, которые возникли намного раньше в Западной Европе) и изображения животных, также символизирующие репродуктивность. Как считает М. Ливерани, люди того времени могли видеть некоторую аналогию между посадкой семян с последующим урожаем, с одной стороны — и погребением мёртвых и рождением нового населения, с другой.
Судя по отсутствию специфически культовой архитектуры (а также отсутствию иных публичных сооружений, вроде дворцов или общих складов), религиозность распространялась на низовом, семейном уровне. Специализированное жречество, скорее всего, отсутствовало.
Анатолийский памятник Чатал-Гююк (в частности, слой VI B, который датируется около 5900 г. до н. э.) представляет собой богатую картину культовой жизни. Здесь места ритуального значения были непосредственно соединены с жилищами. Этот факт, наряду с их количеством, указывают на то, что религия и культ были делом частным и семейным. Жилища были декорированы алтарями с бычьими и человеческими черепами, украшенными бычьими рогами, что, возможно, указывает на наличие тотемного культа. Также быки изображались на стенах, которые также украшались клювами грифов и нишами.

### Отношения в обществе: война и торговля
| Материал                      | Происхождение                                                    |
| ----------------------------- | ---------------------------------------------------------------- |
| Алебастр                      | Египет                                                           |
| Серебро                       | Анатолия                                                         |
| Слоновая кость (обработанная) | Нубия (только с XVI в. до н.э.)                                  |
| Карнеол                       | Персия                                                           |
| Эбеновое дерево               | Пакистан (Нубия с XVI в. до н.э.)                                |
| Гематит                       | Персия                                                           |
| Диорит                        | Персия                                                           |
| Лазурит                       | Афганистан                                                       |
| Древесина                     | Каппадокия, Анатолия, Сирия-Финикия                              |
| Золото                        | Нубия                                                            |
| Обсидиан                      | Анатолия                                                         |
| Палисандр                     | Пакистан                                                         |
| Медь                          | Анатолия, южная Палестина, Пакистан, центрально-восточная Аравия |
| Олово                         | Афганистан                                                       |
| Стеатит                       | Персия                                                           |
| Бирюза                        | южная Палестина, Персия                                          |

Плотность поселений была низкой: в ходе неолитической «колонизации» оставались незаселёнными крупные территории, предназначенные для охоты или собирательства. Предполагается, что конфликты между поселениями были редки: в обнаруженных при раскопках предметах оружия отсутствует специализация на охотничьи и военные. Отсутствуют признаки наличия политической и культурной элиты общин, которая в ту эпоху могла вообще отсутствовать. Единственные различия, которые можно установить между общинами — это не мотивированные средой обитания культурные различия, например, в декорации керамики.
Что касается торговли, то, как указывалось выше, уровень неолитических технологий не позволял поддерживать транспортировку большого количества материалов, а тем более пищи. Предметами торговли были драгоценные материалы (в масштабах той эпохи). Можно реконструировать основные трассы торговли обсидианом благодаря его различному химическому составу в разных местах происхождения (в частности, различное содержание бария и циркония). Обсидиан с высоким содержанием бария и низким — циркония добывался в Анатолии (современные местности Агигёль и Чифтлик) и обеспечивал потребности всего региона Таврского нагорья. Обсидиан с низким содержанием бария и высоким — циркония перемещался через Бугрос (по Евфрату в районе возвышенности Хабур) в места от окрестностей озера Ван (Немрут-Даг) до Бейды (Beidha) (к югу от Мёртвого моря). Из Немрут-Дага обсидиан отправлялся в нижнюю Месопотамию (Тепе-Гуран, Али-Кош, Убайд). С острова Мелос близ Греции обсидиан поступал в Анатолию (Хаджилар).

### Основные культуры
Если первоначально экологические ниши имели небольшой размер, то по мере распространения технологических достижений (вместе с одомашненными растениями и животными) они стали охватывать всё большие территории, в частности, нагорье Анатолии и плато Ирана, а также побережье рек Месопотамии.

#### Доисторическая Анатолия
В целом, в период «зарождающегося производства» только зона южного предгорья Тавра была вовлечена в процесс технологического и социального развития. Впоследствии, в эпоху «полного неолита», неолитические культуры перешагнули через горный перевал в направлении севера, однако северная часть Анатолийского полуострова оставалась необитаемой и покрытой лесами.
Наиболее древний и широко известный памятник развитого неолита — протогород Чатал-Гююк (около 6500-5500 лет до н. э.), состоящий из 14 культурных слоёв, где обнаружены каменные орудия, керамика (в том числе неокрашенная), а также крупная культовая площадь. Раскопано около трети жилых строений Чатал-Гююка, что занимает территорию размером 600 х 350 м. Среди других известных анатолийских памятников того же периода следует упомянуть Хаджилар и Джан-Хасан (4900-4500). Слои последнего соответствуют слою I Хаджилара. В Джан-Хасане обнаружены однокомнатные здания, смежные друг с другом: внутренние колонны укрепляют стены, занимая немалую часть домашнего пространства. Керамика — красная роспись по кремовому цвету. Позднее начинаются эксперименты с многоцветной керамикой, возможно, под влиянием халафской культуры с востока. Ещё один памятник, попадающий в сферу влияния халафской культуры — это Мерсин. Его слой XVI (4500-4300 г. до н. э.) содержит лощёную многоцветную керамику. Там же обнаружена своего рода «крепость», напоминающая крепость неолитического Иерихона, что, возможно, указывает скорее на согласованную межсемейную деятельность, чем на единый центр управления.

#### Доисторический Израиль и Левант
В центральной части современной Сирии располагался Библ, игравший важную роль с неолита по бронзовый век. Израиль, в связи со своим маргинальным положением среди месопотамских цивилизаций, отставал от них в своём развитии (например, дома всё ещё имели круглую форму, за единственным исключением Иерихона на севере Израиля), хотя уже на этой стадии в Сирии и Израиле распространяются овцы. С другой стороны, в то время как в VI тыс. до н. э. месопотамские культуры испытывали кризис, в Израиле и Сирии наблюдается подъём.
В керамическом неолите в Сирии и Израиле существовал ряд местных культур:
- Рас-Шамра на побережье верхней Сирии (остатки керамики которой соответствуют характеристикам культурных слоёв A, B и C амукской культуры; эта культура прошла через те же этапы кризиса, что и халафская культура).
- зона вокруг Библа (долина Бекаа, Дамаск).
- зона Израильской возвышенности (Мунхата в долине реки Иордан); что касается южного Израиля (Негев и Иудейская пустыня), то он в тот период был почти безлюдным.

#### ПредгорьяЗагроса
Жители предгорий стали перемещаться в низовья на месопотамскую равнину.

#### Верхняя Месопотамия
Первая керамическая культура данной зоны — Умм-Дабагия. Затем развивается халафская культура, которая распространяется на средней фазе своего развития по всей Месопотамии и даже дальше, вплоть до Средиземноморья: это максимальная экспансия, известная для керамического неолита.

#### Нижняя Месопотамия
Эта территория, которая раньше была болотистой и почти непригодной для жизни, пока там не были постепенно проведены работы по осушке и прокладке каналов (которая началась в указанный период), стала постепенно заселяться. Возникает важная культура Эриду (известная также как древний Убайд), которая со временем охватит территории, где позднее возникли Шумер, Аккад и Элам. Эта культура характеризуется главным образом изготовлением керамики, однако лишь в слоях 15-17 (около 5000 г. до н. э.) археологи впервые обнаружили следы того, что позднее назвали «урбанистической революцией»: здания (пока что маленькие) исключительно культового назначения.
Одновременно с возникновением Эриду в Хузистане продолжается местная культурная традиция, представленная, в частности, такими памятниками, как Мохаммад-Джафар и Тепе-Сабз (наследники Али-Кош). Процесс формирования культуры Эриду пока неясен: возможно, его следы погребены под аллювиальным слоем, или же эта культура пришла из иных мест, например, из Хузистана. В Эриду натуральное хозяйство было основано на ирригационном земледелии и рыболовстве.
Дальнейшим развитием культуры Эриду является памятник Хаджи-Мухаммад близ Урука: эта культура развивается на территории от Эриду на юге до окрестностей Киша (точнее, Рас эль-Амия), пересекает Тигр и около Чога-Мами встречается с последней фазой халафской культуры. Фаза Хазине в Хузистане также является вариантом культуры Хаджи-Мухаммад. По сравнению с существовавшей в то же время халафской культурой нижняя Месопотамия опиралась на ирригационное производство злаков и на разведение крупного рогатого скота (в Рас эль-Амия их кости составляют 45 % всех найденных костей животного происхождения), что соответствовало экологическому контексту, весьма отличному от халафского.
На этой базе развивается убайдская культура, которая становится двигателем культурной унификации Ближнего Востока и которая представляет собой своего рода паузу в переходе от неолита к энеолиту (то есть в целом она была неолитической с точки зрения своего быта и технологий, однако в обиходе постепенно появляются металлические изделия, выполненные скорее путём ковки каменным молотом, чем при помощи собственно металлургических технологий). И напротив, халафская культура испытывает кризис и исчезает по недостаточно ясным пока причинам.

#### Прочие территории Ближнего Востока
На окраинах Месопотамии, как было видно выше на примере Палестины, возникли другие культуры, технологически относительно отсталые по сравнению с самой Месопотамией. Некоторые из этих культур испытывали притяжение к Ближнему Востоку, однако присутствовали в зонах, менее благоприятных для земледелия, как культуры Загросских гор (Тепе-Джан и Далма-Тепе), культура Хирокития на Кипре (где представлены круглые дома докерамического неолита). На более дальнем расстоянии от Месопотамии располагались другие известные культуры эпохи неолита: фаюмская культура A Египта, культуры Эгейского моря, Иранского плато (Тепе-Сиалк), Закавказья и Центральной Азии.

## Энеолит

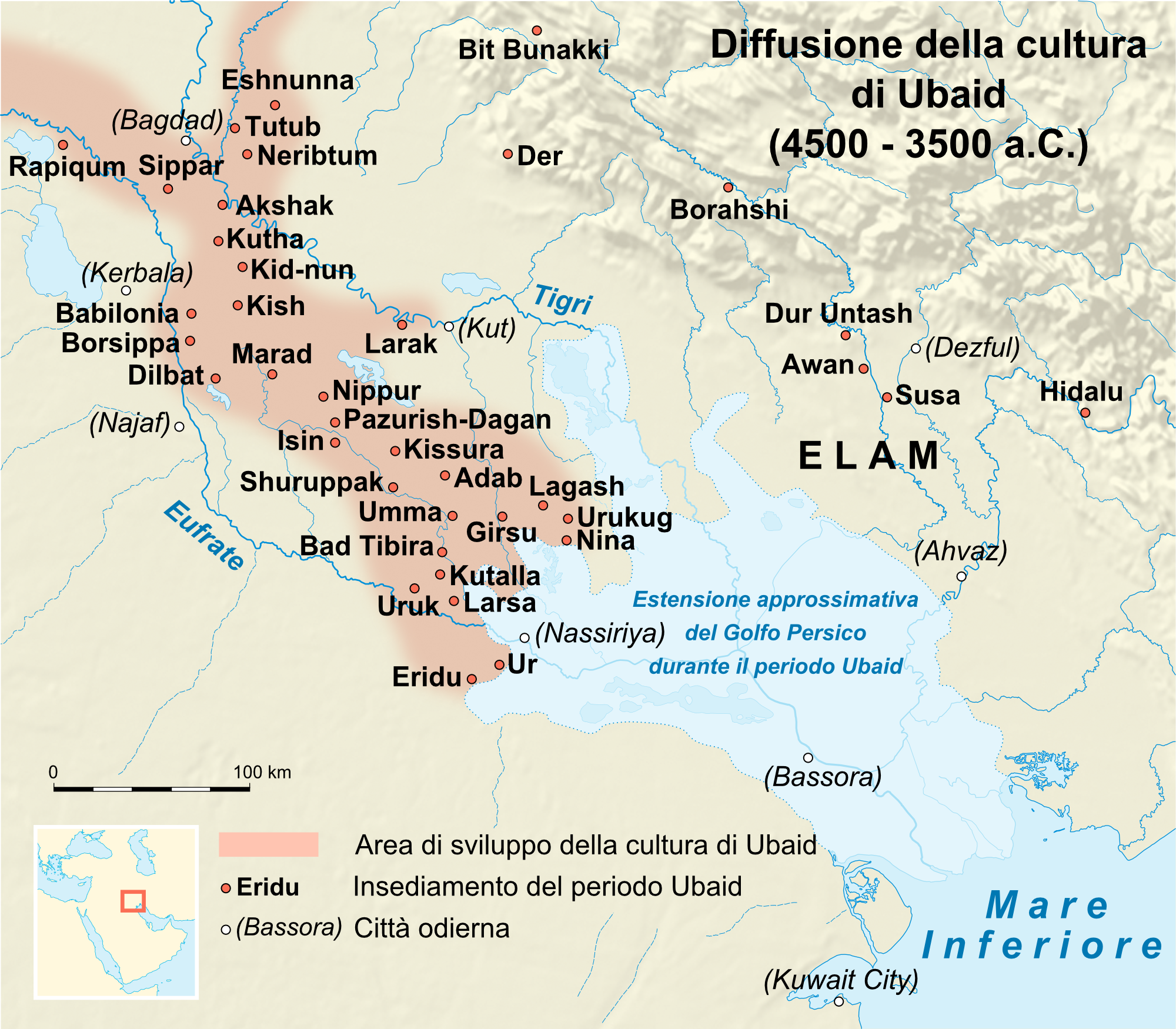
Примерная область распространения убайдской культуры в «классический» и «поздний» периоды.

### Урбанистическая революция
В слоях 17-15 археологического памятника Эриду были обнаружены первые свидетельства изменений, указывающих на переход от доисторической стадии к собственно исторической — обществу с фиксированной, пусть поначалу и не в письменном виде, традицией сохранения и передачи опыта прошлого. Ряд специалистов называют Эриду «первым городом в истории». Можно с уверенностью говорить о том, что подобный «прыжок» к цивилизации произошёл в Нижней Месопотамии во время убайдского периода, за которым следует урукский период (4000 — 3100 гг. до н. э.), охватывающий время от доисторического энеолита до эпохи бронзы, которая уже относится к ранней истории. Определяемый по городу Урук, указанный период связан с возникновением в Месопотамии городской жизни, что совпало с возникновением шумерской цивилизации.
На этой ключевой фазе человеческой истории происходит, несмотря на постепенность данной фазы, «скачок», приведший к разрыву с прежним стабильным развитием человеческого общества: происходит организационная перестройка, связанная с увеличением сельскохозяйственного производства в огромной экологической нише, известной как Плодородный Полумесяц. Благодаря избытку производства продуктов появляется новая группа специализированных ремесленников, которыми управляют центры принятия решений (храмы и дворцы)

### Почему Нижняя Месопотамия?
Кульминация «урбанистической революции» в Нижней Месопотамии происходит между 3500 и 3200 гг. до н. э. Предгорья, где люди обитали в эпипалеолите и раннем неолите, позволяли широко экспериментировать с различными технологиями, а речные долины, куда человек переместился в развитом неолите, представляли собой экологическую нишу весьма крупных размеров, которая сама по себе была неблагоприятной для проживания, но где, при организованном труде, можно было обеспечить весьма высокую урожайность и отдачу от хозяйства. Реки Тигр и Евфрат обеспечивали большое количество воды, однако для её использования требовалось разумное управление, в частности, создание каналов, дренаж почвы. Прибрежные земли были болотистыми, и для их использования в сельскохозяйственных целях нужна была осушка.
Дополнительным фактором была удалённость сырья: в Месопотамии имеются асфальт и тростник, однако отсутствуют металлы, драгоценные камни и древесина.
Требовалось использование огромного количества рабочей силы для того, чтобы довести ландшафт до экономически целесообразного состояния, чтобы воспользоваться его производительными возможностями (урожайность злаков была намного выше, чем в предгорьях, где ирригация была невозможна, то есть земледелие сильно зависело от капризов погоды), а также речным транспортом, который оказался более дешёвым, чем наземный. По данной причине в период начальной неолитизации Месопотамия была удалена от очагов технологического развития и центров-поселений. В период между энеолитом и бронзовым веком она, напротив, приобретает центральную роль, которую сохраняет в течение трёх тысяч лет. На убайдской стадии преобразование ландшафта в антропогенный всё ещё носит локальный характер, однако ближе к середине IV тыс. до н. э. это явление приобретает региональный характер.

### Отношения между городом и деревней

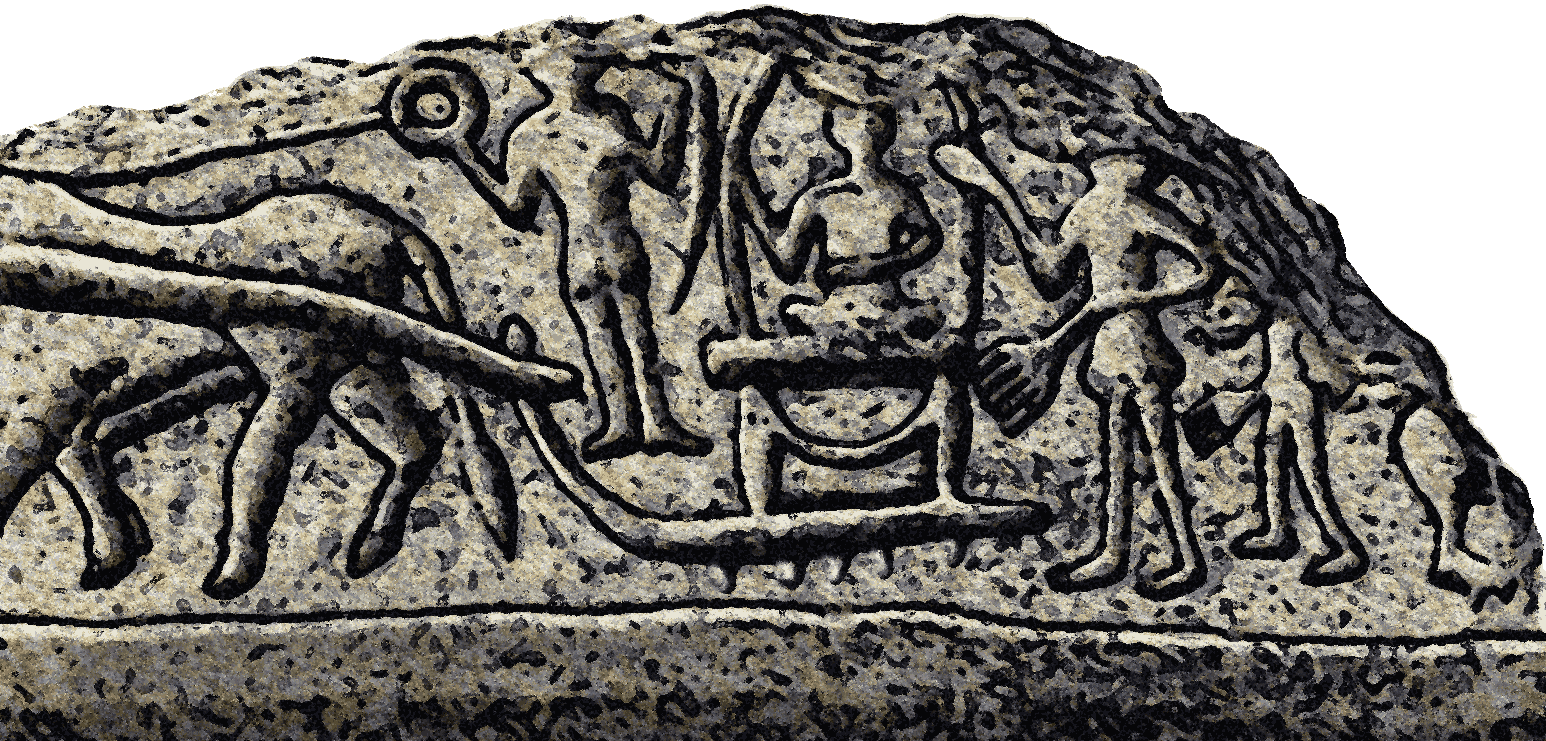
Фрагмент цилиндрической печати из Арслантепе, Анатолия, IV тыс. до н. э.), изображавшей обмолот зерна.

Организационный «прыжок» состоял в систематизации функционального разделения между первичным производством пищи (аграрное хозяйство) и техническими специалистами (ремесленниками) в ряде крупных протогородских центров, тогда как деревни, более рассредоточенные, перешли на чисто аграрное производство. Отношения между протогородом и деревней теоретически представляли собой взаимодополнение, однако фактически были иерархическими: специалисты, занимавшиеся деятельностью, не связанной с производством пищи, находились на содержании земледельцев, которые эту пищу производили: первые вскоре приобрели более высокий социальный статус, как обладатели более развитых технологий по сравнению с аграрными, «простыми» и широко известными (фактически, к земледельцам относилось как минимум 80 % населения).
Организационно-церемониальные обязанности, которые ранее были прерогативой глав семейств, переходят к специализированным группам населения — так возникают вожди и жречество. В таком механизме солидарность уже не была следствием выбора населения, она была необходимостью для существоования организованного общества.
Адольф Лео Оппенгейм называл «крупными организациями» храмы и дворцы, которые приняли характер центров принятия политических решений. Физическое присутствие архитектурных сооружений, где размещались указанные центры, отличало города от деревень, в том числе и потому, что данные здания были непосредственно связаны с ремесленной деятельностью: они располагались вблизи торговых лавок, архивов и других учреждений, то есть с точки зрения логистики обеспечивали удобство управления большим количеством предприятий и организаций.
Сельские общины неформально управляли юридическим статусом земель, в том смысле, что они принадлежали непосредственно семьям, занятым их обработкой. Наследственность собственности гарантировала её неотчуждаемость. Пастбища находились в управлении всей деревни. Урбанистическая революция привела к изменениям и в их статусе: теперь земли принадлежали «свободным» земледельцам или храмовым/дворцовым центрам, и постепенно переходили в полное распоряжение последних, как путём захвата, так и путём договорных приобретений. Земли государства управлялись двумя способами: они либо обрабатывались рабами, либо выделялись в пользование чиновникам. «Свободные» же земледельцы должны были выплачивать городам-государствам налог-«десятину».

### Земледелие
Наряду с крупными каналами, важную роль в создании более крупных запасов избыточных продуктов, по-видимому, сыграл плуг-сеялка, с особенностями которого связана форма полей — длинных и узких, которые с короткой стороны граничили с каналами. Постепенная систематизация ирригационных островов и использование плуга-сеялки привели к эффективности производства, до того недостижимой, вплоть до урожайности 30 к 1.
Возникает также новая (по сравнению с описанной выше) иерархия поселений, разделённая на три различных уровня: с одной стороны, небольшие деревни, занятые земледелием и скотоводством, а с другой — города, где концентрировалась деятельность по переработке продуктов, обмену и оказанию услуг. Третий уровень представляли собой посреднические центры, исполнявшие децентрализованные городские функции. Пейзаж, на котором мог встретиться один из трёх указанных типов селений, представлял собой болота, перемежавшиеся сухими степями: такие «межузловые пространства» позволяли обеспечивать индивидуальное развитие различных политических центров, тогда как в экономике обеспечивали дифференцированное использование маргинальных, но всё же важных ресурсов — животноводства, собирательства и рыбной ловли.
В указанный период отмечается быстрый демографический прирост, который в прошлом связывался с миграцией, но современные историки объясняют его скорее внутренним развитием, подкреплённым аграрными технологиями.

### Оборонительные сооружения
Концентрация имущества в городах обострила проблему безопасности, в связи с чем необходимость вклада рабочей силы и средств в сооружение оборонительных стен стала неоспоримой. Имущество происходило из коммерции, которая в то время широко распространилась, и состояло из предметов роскоши, накопленных излишков продуктов, не считая технологическое наследие, которым обладали специализированные ремесленники, и политико-идеологического наследия, которое концентрировалось в храмовой сфере.
В деревнях единственным богатством было работоспособное население, которое в случае нападения не могло укрыться за стенами и вынуждено было спасаться бегством: деревенские постройки были малоценными и поэтому их легко было покинуть, чего нельзя было сказать о городских постройках.

### Свобода и рабство
Прослеживается чёткое различие в статусе между специализированными ремесленниками и земледельцами. Первые работают, используя средства производства, принадлежащие дворцу или храму: их работа компенсируется рационом пищи и выделением им участков земли. Эти специалисты, таким образом, представляют собой элиту, но с другой стороны, юридически и экономически они являются «рабами» царя или бога, и в то же время — прямыми выгодополучателями от перераспределения благ. Земледельцы являются «свободными» в том смысле, что они обладают средствами производства, при помощи которых они удовлетворяют свои насущные потребности, однако излишки их производства уходят государству (или, точнее, общине-протогосударству, «вождеству», в механизме которого они являются скорее донорами, чем получателями).

## Этнический состав
Ввиду отсутствия письменных источников отсутствуют достоверные свидетельства об этническом и языковом составе доисторического Ближнего Востока. Тем не менее, судя по раннеписьменным источникам, а также археологическим следам миграций культур, он мог довольно сильно отличаться не только от современного, но даже и от состава эпохи бронзового века. Такая широко распространённая уже в древнюю эпоху языковая группа, как семитская, в то время находилась лишь на стадии зарождения, тогда как многие культуры докерамического неолита были вытеснены в Европу, где заложили основы местного неолита. Согласно анатолийской гипотезе, от одной из этих мигрирующих групп могли произойти индоевропейские языки, тогда как согласно курганной гипотезе, эти группы не оставили живых потомков среди современных языков, хотя породили ряд важных доиндоевропейских культур (например, минойскую, этрусскую).

### «Банановый субстрат»
В шумерских надписях отмечены имена нешумерского происхождения с редупликацией второго слога, подобно англ. banana, в связи с чем данный гипотетический язык носит название «бананового» или прототигридского (по р. Тигр).

### Народы Плодородного полумесяца
На древнем Ближнем Востоке обитали народы, чья языковая принадлежность не может быть отождествлена с современными языковыми семьями, или принадлежат к группе мертвых и несуществующих языков.Это были, в частности:
- шумеры
- Хамиты — термин, который используется в лингвистике и африканистике для обозначения народов, разговаривающих на «хамитских языках» (в настоящее время относятся к афразийской языковой семье). Считается, что они были основателями города Киша: государство в Древней Месопотамии, к северо-востоку от Вавилона. В XXVIII веке до н. э. был центром 1-го объединения племён Месопотамии. В начале Раннединастического периода в Кише правила полулегендарная I династия Киша /династия открывался Этаной/.
- Эламиты — К началу нашей эры эламиты ещё сохраняли своё этническое своеобразие и населяли историческая область и древнее государство Елам (3 тысячелетие — сер. VI в. до н. э.) на юго-западе современного Ирана (провинции Хузестан и Лурестан). Генетически эламский язык являлся изолятом.
- кутии — народ неизвестного происхождения, проживавший в районе Загроса и за его пределами (в юго-западной части современного Ирана). В XXII веке до н. э. контролировали значительную часть Месопотамии. /по ближневосточной гипотезе: выдвигались теории их индоевропейского происхождения, существует также гипотеза о том, что часть из них (которые в исторических записях отличаются от кутиев названием «горцы Кордика») принадлежат к «загросским» /то есть шумеро-Эламитским/ племенам/.
- Аккадцы — принятое в научной литературе обозначение семитоязычного населения Месопотамии второй половины III тыс. до н. э., говорившего на аккадском языке; с аккадцами связано возникновение первого централизованного государства в истории Месопотамии — Аккадского царства.
- Эблаиты — древний народ семитского происхождения, основавший город Эбла, который существовал в III тыс. до н. э. на территории древней Сирии, между Алеппо и Хама.
- Амореи — кочевой западносемитский народ древней Передней Азии, говоривший на аморейском языке. На арену мировой истории амореи выходят в 3-м тысячелетии до н. э. как скотоводы-семиты, кочующие в Сирийской степи между Ханааном и Шумером. Около начала XXII века до н. э. они широко расселяются вдоль Евфрата на северо-запад, после этого на предыдущего столетия; сутиев (самоназвание амореев) и переходит месопотамское название «амореи» (букв. «западные люди»).
- Древние ассирийцы — население Верхней Месопотамии (Ассирии) II-I тыс. до н. э., сформировались из населения Верхней Месопотамии – аккадцев и амореев. Этноним «ассирийцы» связан с одноимённой областью, название которой в свою очередь восходит к городу Ашшур - столице этих земель.
- Халдеи —  семитские племена, обитавшие на юге Месопотамии, в области устьев рек Тигра и Евфрата на северо-западном берегу Персидского залива с конца X по IV век до н. э. Вели борьбу с Ассирией за обладание Вавилоном. В 626—536 гг. до н. э. в Вавилоне правила халдейская династия, основавшая Нововавилонское царство (говорили на арамейском языке).
- касситы /по ближневосточной гипотезы: индо-персидские племена/
- лулубеи /по ближневосточной гипотезы: индо-персидские племена/
- мидийцы — древний народ иранского происхождения, населявший область Мидию, расположенную на северо-западе современного Ирана и юго-востоке Турции. /по ближневосточной гипотезы: предки северо-западных иранских племен/.
- Табаллские племена — историческая область <Табал> на востоке Малой Азии: во III - I тысячелетии до н. э. была заселена племенами, использовавшими хеттское иероглифическое письмо /по ближневосточной гипотезы: предположительно предки Трибаллов, то есть Палеобалканских племен (фракийцы, иллирийцы и мессапские племена /согласно кельто-италийской гипотезе предки кельтов/).
- каски (северо-восток Анатолии)
- Умман-манда — собирательный термин, использовавшийся в конце III — середине I тысячелетий до нашей эры в Месопотамии в отношении несемитских и нешумерских народов, проживавших к северу и северо-востоку от региона /по ближневосточной гипотезы: предположительно предки киммерийцев (протогерманские племена) и касков (протоскифские племена)/.
- мелухха (Средний Восток)
- Мушки — народ в территории Анатолии. /по ближневосточной гипотезы: из исторической страны под названием Мелиду в Малой Азии (страна, окружающая Мелитена, в которую входили территории Большой Каппадокии, Западной и Северной Коммагены), племена мушков, избегая натиска Хеттского царства, были вынуждены мигрировать на восточные территории Закавказья, эти племена назывались мас(з)кутами (в древнеармянских записях, также: амазонками /ամազոնք/) /которые в значительной степени способствовали формированию восточно-европейских (славянских) и северно-иранских или Бактрийских (кушанских) народов/.
- хатты — народ, населявший страну в центральной и юго-восточной части Анатолии в период эпоху раннего и среднего бронзового века. Предполагается, что  название страны и народа позднее унаследовали покорившие их хетты, где они основали Хеттское царство (около 1800 до н. э.) /некоторые нынешние исследователи отвергают это, рассматривая их как один народ/. Хетты относятся к анатолийской языковой семье - ветвь индоевропейских языков /известны также под названием «хетто-лувийские языки»/, все языки этой группы являются мёртвыми.
- Фригийцы — племена обитавшее на западе Малой Азии. Вероятно, они генеалогически происходят от племен Армянского нагорья /по гипотезе: основанного на популяризованную Иосифом Флавием классическую традицию, отождествляющей Фригию с библейской Фогармой, которая, в свою очередь, напоминает по звучанию название древнего анатолийского города Тегарама/.
- Хурриты (Ḫu-ur-ri) — древний народ, появившийся на Армянском нагорье и распространившийся по всей территории северной Месопотамии во второй половине 3-го тысячелетия до н. э.(принадлежал к особой хуррито-урартской языковой семье). /по ближневосточной гипотезы: протоармянские племена/
- «протолувийцы», или долувийский субстрат (см. Ассува, Арцава, Ишува)
- Финикийцы — древний народ, населявший Финикию. Говорили на финикийском языке (местоимение первого лица ʼnk (אנכ anok(i) — что сближает их с древнеегипетским и берберским). Предполагается: народ хамитского происхождения[источник не указан 579 дней]. Геродот в своей «Истории» сообщает, что финикийцы пришли в Финикию из северо-западной Аравии, с побережья Красного моря. Потомки финикийцев перешли на арабский язык в неопределённое время после VII века.
- филистимляне — древний народ, населявший приморскую часть Ханаана (от современного Тель-Авива до Газы). Предполагается: народ хамитского происхождения[источник не указан 579 дней].
- рефаимы — досемитское население Палестины и Леванта

Данный список не является исчерпывающим, и содержит лишь те народы, о существовании которых можно судить по более поздним письменным памятникам.

### Протосемиты и досемитский субстрат
В качестве прародины носителей семитского языка рассматривались Сирия, Аравия и Африка. Согласно филогенетическим исследованиям, она находилась в Леванте. В свою азиатскую прародину прасемиты попали, очевидно, из северной Африки, прародины афразийских народов.
Известные семитологи отмечают наличие языковых свидетельств досемитского населения Палестины, Леванта и Аравии. Так, Роджер Бленч пишет:
Нет сомнений в том, что языки-предки как эпиграфических, так и современных южноаравийских семитских языков были распространены скорее на Ближнем Востоке, чем в Эфиопии. Однако датировка и процессы, в ходе которых носители этих языков мигрировали и распались на различные ветви, остаются неизвестными. Наряду с надписями, которые поддаются чтению, некоторые содержат свидетельства совершенно неизвестных языков, сосуществовавших с южносемитскими аравийскими. Бистон упоминает надпись из Мариба, которая начинается на сабейском языке, но затем продолжается на непонятном языке. Он упоминает и ряд других текстов с аналогичными морфологическими признаками (конечный суффикс -k), которые могли представлять неизвестный досемитский язык (или, возможно, нило-сахарский, такой, как кунама, для которого типична подобная характеристика.
Надпись, которую упоминает Бленч, приводится в книге А. Бистона, где говорится следующее:
Даже в первые века н. э. в Йемене существовали иные языки, чем сайхадская группа (южносемитских языков), о которых у нас имеются лишь крайне скудные сведения. Одна надпись из Мариба представляет собой вотивный текст, начинающийся с формальной преамбулы на классическом сабейском языке, но затем резко переключается на неизвестный текст: хотя он и содержит некоторое количество лексических единиц, имеющихся также в сабейском языке, в нём неоднократно встречаются слова с окончанием -k, совершенно неестественных для сабейского языка, и которые нельзя интерпретировать как сабейские. Изобилие слов с окончанием на -k встречается также во всё ещё нерасшифрованном тексте из южного нагорья. Третий — всё ещё не опубликованный текст на скале — также содержит большое количество окончаний на -k — и он, что особенно интересно, выглядит как стихотворное произведение